# Třída Oliver Hazard Perry
Třída Oliver Hazard Perry je třída fregat Námořnictva Spojených států amerických z éry studené války. Byly navrženy v 70. letech 20. století jako víceúčelová plavidla pro doprovod konvojů. Fregaty měly být dostatečně levné pro stavbu ve velké sérii a nahradit tak dosluhující lodě pocházející z éry druhé světové války. V USA bylo postaveno celkem 55 jednotek, z toho 51 bylo určeno pro US Navy a další čtyři si objednalo Australské námořnictvo jako třídu Adelaide. Dalších 16 bylo postaveno v zahraničí - osm postavil Tchaj-wan jako třídu Čcheng-kung, šest Španělsko jako třídu Santa María a dvě další postavily australské loděnice pro tamní námořnictvo.
Americké námořnictvo roku 2015 vyřadilo svou poslední fregatu třídy O. H. Perry, přičemž část vyřazených plavidel již získala námořnictva amerických spojenců - Bahrajn jednu, Egypt čtyři, Pákistán jednu, Polsko dvě, Tchaj-wan dvě a Turecko osm. Zejména australské a turecké fregaty (tzv. třída Gabya) této třídy prošly výraznou modernizací.

## Stavba
Pro americké námořnictvo bylo postaveno celkem 51 jednotek této třídy, přičemž další čtyři postavily americké loděnice pro Austrálii. Stavbu provedly loděnice Bath Iron Works v Bathu a pobočky loděnice Todd Pacific Shipyards v San Pedru a Seattlu.
Jednotky třídy O. H. Perry:
| Jméno                           | Loděnice        | Založení kýlu | Spuštěna           | Vstup do služby    | Status                                                                                             |
| ------------------------------- | --------------- | ------------- | ------------------ | ------------------ | -------------------------------------------------------------------------------------------------- |
| USS Oliver Hazard Perry (FFG-7) | Bath Iron Works | 1975          | 25. září 1976      | 17. prosince 1977  | vyřazena 1997                                                                                      |
| USS McInerney (FFG-8)           | Todd, Seattle   | 1976          | 4. listopadu 1978  | 15. prosince 1979  | vyřazena 2001, předána Pákistánu jako Alamgir (F260)                                               |
| USS Wandsworth (FFG-9)          | Todd, San Pedro | 1977          | 29. července 1978  | 28. února 1980     | vyřazena 2002, předána Polsku jako Gen. T. Kościuszko (273)                                        |
| USS Duncan (FFG-10)             | Todd, Seattle   | 1977          | 1. března 1978     | 24. května 1980    | vyřazena 1994                                                                                      |
| USS Clark (FFG-11)              | Bath Iron Works | 1978          | 24. března 1979    | 9. května 1980     | vyřazena 2000, předána Polsku jako Gen. K. Pułaski (272)                                           |
| USS George Philip (FFG-12)      | Todd, San Pedro | 1977          | 16. prosince 1978  | 15. listopadu 1980 | vyřazena 2003                                                                                      |
| USS Samuel E. Morison (FFG-13)  | Bath Iron Works | 1978          | 14. července 1979  | 10. října 1980     | vyřazena 2002, předána Turecku jako Gokova (F496)                                                  |
| USS Sides (FFG-14)              | Todd, San Pedro | 1978          | 19. května 1979    | 30. května 1981    | vyřazena 2003                                                                                      |
| USS Estocin (FFG-15)            | Bath Iron Works | 1979          | 3. listopadu 1979  | 10. ledna 1981     | vyřazena 2003, předána Turecku jako Goksu (F497)                                                   |
| USS Clifton Sprague (FFG-16)    | Todd, Seattle   | 1979          | 16. února 1980     | 21. března 1981    | vyřazena 1997, předána Turecku jako Gaziantep (F490)                                               |
| USS John A. Moore (FFG-19)      | Todd, San Pedro | 1978          | 20. října 1980     | 14. listopadu 1981 | vyřazena 2000, předána Turecku jako Gediz (F495)                                                   |
| USS Antrim (FFG-20)             | Todd, Seattle   | 1978          | 27. března 1979    | 26. září 1981      | vyřazena 1997, předána Turecku jako Giresun (F491)                                                 |
| USS Flatley (FFG-21)            | Bath Iron Works | 1979          | 15. května 1980    | 20. června 1981    | vyřazena 1996, předána Turecku jako Gemlik (F492)                                                  |
| USS Fahrion (FFG-22)            | Todd, Seattle   | 1978          | 24. srpna 1979     | 16. ledna 1982     | vyřazena 1998, předána Egyptu jako Sharm El-Sheik (901)                                            |
| USS Lewis B. Puller (FFG-23)    | Todd, San Pedro | 1979          | 15. března 1980    | 17. dubna 1982     | vyřazena 1998, předána Egyptu jako Toushka (906)                                                   |
| USS Jack Wiliams (FFG-24)       | Bath Iron Works | 1980          | 30. srpna 1980     | 19. září 1981      | vyřazena 1996, předána Bahrajnu jako Sabha (FFG-90)                                                |
| USS Copeland (FFG-25)           | Todd, San Pedro | 1979          | 26. července 1980  | 7. srpna 1982      | vyřazena 1996, předána Egyptu jako Mubarak (911), od roku 2001 Alexandria (911)                    |
| USS Gallery (FFG-26)            | Bath Iron Works | 1980          | 20. prosince 1980  | 5. prosince 1982   | vyřazena 1996, předána Egyptu jako Taba (916)                                                      |
| USS Mahlon S. Tisdale (FFG-27)  | Todd, San Pedro | 1980          | 7. února 1981      | 13. listopadu 1982 | vyřazena 1998, předána Turecku jako Gokceada (F494)                                                |
| USS Boone (FFG-28)              | Todd, Seattle   | 1979          | 16. ledna 1980     | 15. května 1982    | vyřazena 2012                                                                                      |
| USS Stephen W. Groves (FFG-29)  | Bath Iron Works | 1980          | 4. dubna 1981      | 17. dubna 1982     | vyřazena 2012                                                                                      |
| USS Reid (FFG-30)               | Todd, San Pedro | 1980          | 27. června 1981    | 19. února 1983     | vyřazena 1998, předána Turecku jako Gelibolu (F493)                                                |
| USS Stark (FFG-31)              | Todd, Seattle   | 1979          | 30. května 1980    | 23. října 1982     | vyřazena 1999                                                                                      |
| USS John L. Hall (FFG-32)       | Bath Iron Works | 1981          | 24. července 1981  | 26. června 1982    | vyřazena 2012                                                                                      |
| USS Jarrett (FFG-33)            | Todd, San Pedro | 1981          | 17. října 1981     | 2. července 1983   | vyřazena 2011                                                                                      |
| USS Aubrey Fitch (FFG-34)       | Bath Iron Works | 1981          | 17. října 1981     | 9. října 1982      | vyřazena 1997                                                                                      |
| USS Underwood (FFG-36)          | Bath Iron Works | 1981          | 6. února 1982      | 29. ledna 1983     | vyřazena 2013                                                                                      |
| USS Crommelin (FFG-37)          | Bath Iron Works | 1980          | 1. července 1981   | 18. června 1983    | vyřazena 2012                                                                                      |
| USS Curts (FFG-38)              | Todd, San Pedro | 1981          | 6. března 1982     | 8. října 1983      | vyřazena 2013                                                                                      |
| USS Doyle (FFG-39)              | Bath Iron Works | 1981          | 22. května 1982    | 21. května 1983    | vyřazena 2011                                                                                      |
| USS Halyburton (FFG-40)         | Todd, Seattle   | 1980          | 13. října 1981     | 7. ledna 1984      | vyřazena 2014                                                                                      |
| USS McCluskey (FFG-41)          | Todd, San Pedro | 1981          | 18. září 1982      | 10. prosince 1983  | vyřazena 2015                                                                                      |
| USS Klakring (FFG-42)           | Bath Iron Works | 1982          | 18. září 1982      | 20. srpna 1983     | vyřazena 2013                                                                                      |
| USS Thach (FFG-43)              | Todd, San Pedro | 1982          | 10. prosince 1982  | 17. března 1984    | vyřazena 2013                                                                                      |
| USS De Wert (FFG-45)            | Todd, Seattle   | 1982          | 18. prosince 1982  | 19. listopadu 1983 | vyřazena 2014                                                                                      |
| USS Rentz (FFG-46)              | Todd, San Pedro | 1982          | 16. července 1983  | 30. června 1984    | vyřazena 2014                                                                                      |
| USS Nicholas (FFG-47)           | Bath Iron Works | 1982          | 23. dubna 1983     | 10. března 1984    | vyřazena 2014                                                                                      |
| USS Vandegrift (FFG-48)         | Todd, Seattle   | 1981          | 15. října 1982     | 24. listopadu 1984 | vyřazena 2015                                                                                      |
| USS Robert G. Bradley (FFG-49)  | Bath Iron Works | 1982          | 13. srpna 1983     | 11. srpna 1984     | vyřazena 2014, roku 2019 rozhodnuto o převedení fregaty námořnictvu Bahrajnu                       |
| USS Taylor (FFG-50)             | Bath Iron Works | 1983          | 5. listopadu 1983  | 1. prosince 1984   | vyřazena 2015, předána Tchaj-wanu, zařazena 8. listopadu 2018 jako Ming-čchuan (PFG-1112), aktivní |
| USS Gary (FFG-51)               | Todd, San Pedro | 1982          | 19. listopadu 1983 | 17. listopadu 1984 | vyřazena 2015, předána Tchaj-wanu, zařazena 8. listopadu 2018 jako Feng-ťia (PFG-1115), aktivní    |
| USS Carr (FFG-52)               | Todd, Seattle   | 1982          | 26. února 1983     | 27. července 1985  | vyřazena 2013                                                                                      |
| USS Hawes (FFG-53)              | Bath Iron Works | 1983          | 17. února 1984     | 9. února 1985      | vyřazena 2010                                                                                      |
| USS Ford (FFG-54)               | Todd, San Pedro | 1983          | 26. června 1984    | 9. února 1985      | vyřazena 2013                                                                                      |
| USS Elrod (FFG-55)              | Bath Iron Works | 1983          | 12. května 1984    | 6. července 1985   | vyřazena 2015                                                                                      |
| USS Simpson (FFG-56)            | Bath Iron Works | 1984          | 31. srpna 1984     | 9. listopadu 1985  | vyřazena 2015                                                                                      |
| USS Reuben James (FFG-57)       | Todd, San Pedro | 1983          | 8. února 1985      | 22. března 1986    | vyřazena 2013                                                                                      |
| USS Samuel B. Roberts (FFG-58)  | Bath Iron Works | 1984          | 8. prosince 1984   | 12. dubna 1986     | vyřazena 2015                                                                                      |
| USS Kauffman (FFG-59)           | Bath Iron Works | 1985          | 29. března 1986    | 21. února 1987     | vyřazena 2015                                                                                      |
| USS Rodney M. Davis (FFG-60)    | Todd, San Pedro | 1985          | 11. ledna 1986     | 9. května 1987     | vyřazena 2015, dne 22. července 2022 potopena jako cvičný cíl na cvičení RIMPAC 2022               |
| USS Ingraham (FFG-61)           | Todd, San Pedro | 1987          | 26. června 1988    | 5. srpna 1989      | vyřazena 2014                                                                                      |

## Konstrukce

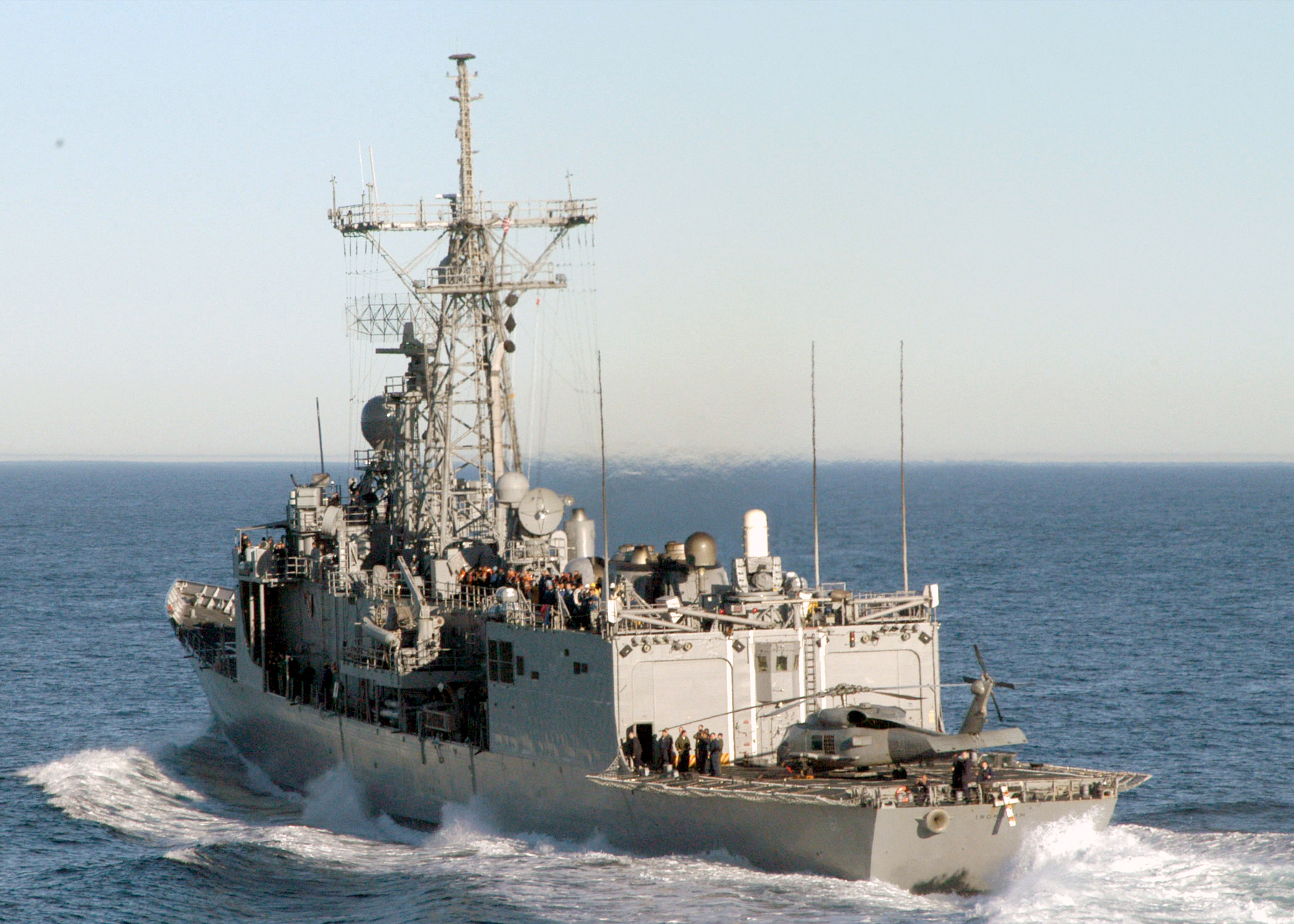
USS Ingraham (FFG-61)

Proti a pozemním cílům slouží jeden 76mm kanón OTO Melara ve věži umístěné na nástavbě. Na přídi je odpalovací zařízení Mk 13 se zásobou čtyřiceti střel. Lze z něj odpalovat buď protiletadlové řízené střely Standard SM-1MR, nebo protilodní střely RGM-84 Harpoon (z amerických lodí bylo roku 2004 odstraněno). Na střeše hangáru je dále umístěn 20mm kanón systému blízké obrany Phalanx. Na palubě jsou též čtyři 12,7mm kulomety. Protiponorkovou výzbroj tvoří dva tříhlavňové 324mm protiponorkové torpédomety Mk 32, ze kterých jsou odpalována torpéda Mk 46, nebo Mk 50.
Z lodí operují dva vrtulníky typu Sikorsky SH-60B Seahawk systému LAMPS III (Light airborne multipurpose system). Vrtulníky nesou protiponorková torpéda, protilodní střely, dále mohou být použity k zásobování, evakuaci raněných apod.
Třídu O. H. Perry pohání, jako první americké fregaty, plynové turbíny. Konkrétně jsou typu General Electric LM2500. Lodní šroub je jeden. Nejvyšší rychlost dosahuje 29 uzlů.

## Operační služba

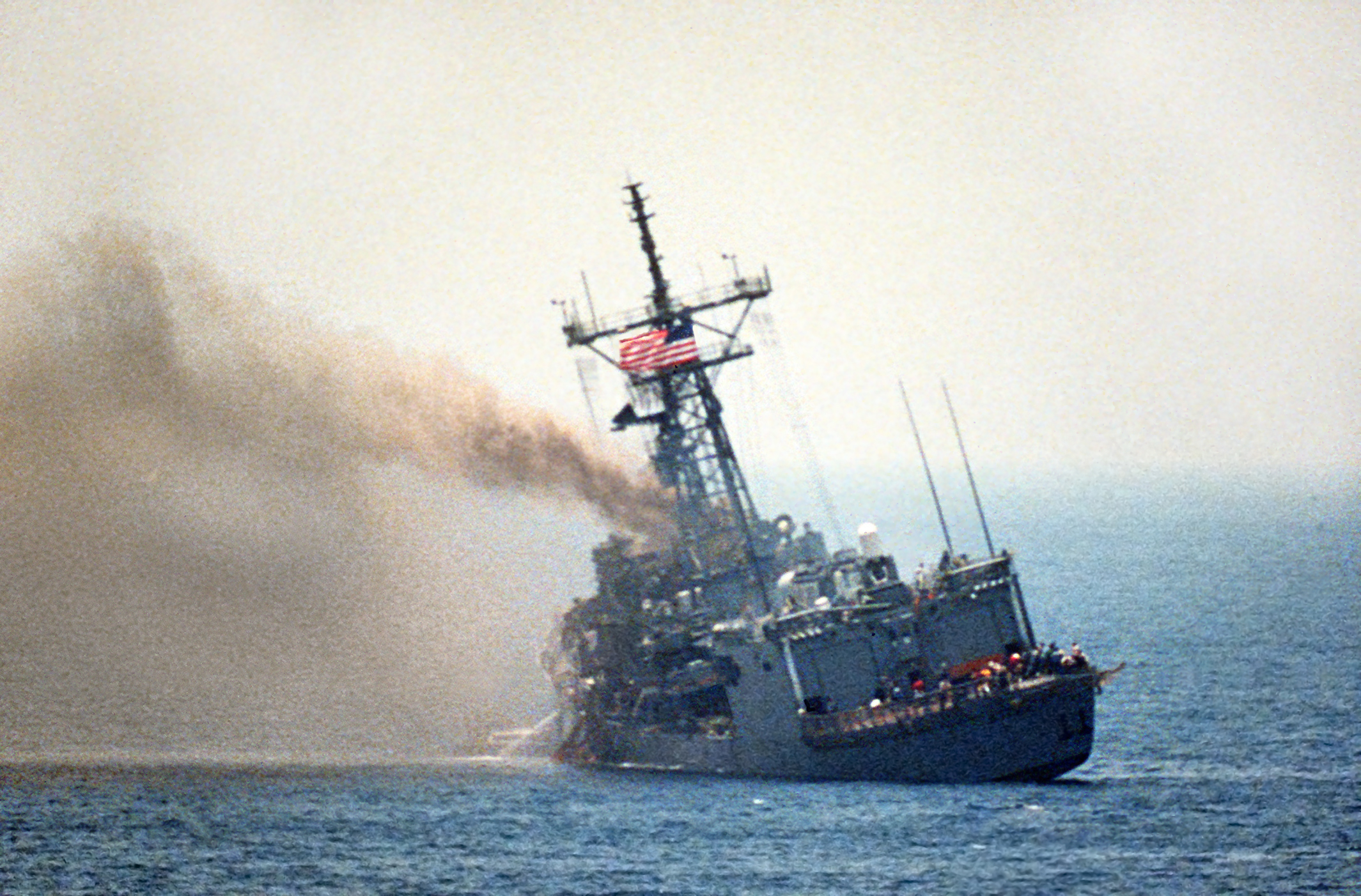
Iráckou protilodní střelou Exocet zasažená fregata USS Stark (FFG-31)

Fregaty třídy O. H. Perry byly nasazeny například v 80. letech v Perském zálivu, ve kterém probíhala Irácko-íránská válka. Fregatu USS Stark dne 17. května 1987 omylem zasáhly dvě irácké protilodní střely Exocet. Při incidentu zemřelo 37 námořníků. Dne 14. dubna 1988 se po najetí na minu téměř potopila fregata USS Samuel Roberts. Obě plavidla se nakonec podařilo zachránit.
Do roku 2015 byla třída O. H. Perry z amerického námořnictva zcela vyřazena. Jako poslední ve službě 29. září 2015 skončila fregata USS Simpson (FFG-56).
V roce 2017 byla zvažována reaktivace čtveřice fregat a jejich nasazení do protipašeráckých operací. Bylo to považováno za rychlé a levné řešení urgentní potřeby námořnictva. Ukázalo se však, že náklady by dosáhly stovek milionů dolarů na jednu fregatu, a proto bylo rozhodnuto do těchto misí vyslat bojové lodě Littoral Combat Ship a rychlé transportní lodě třídy Spearhead.

## Zahraniční uživatelé
Austrálie

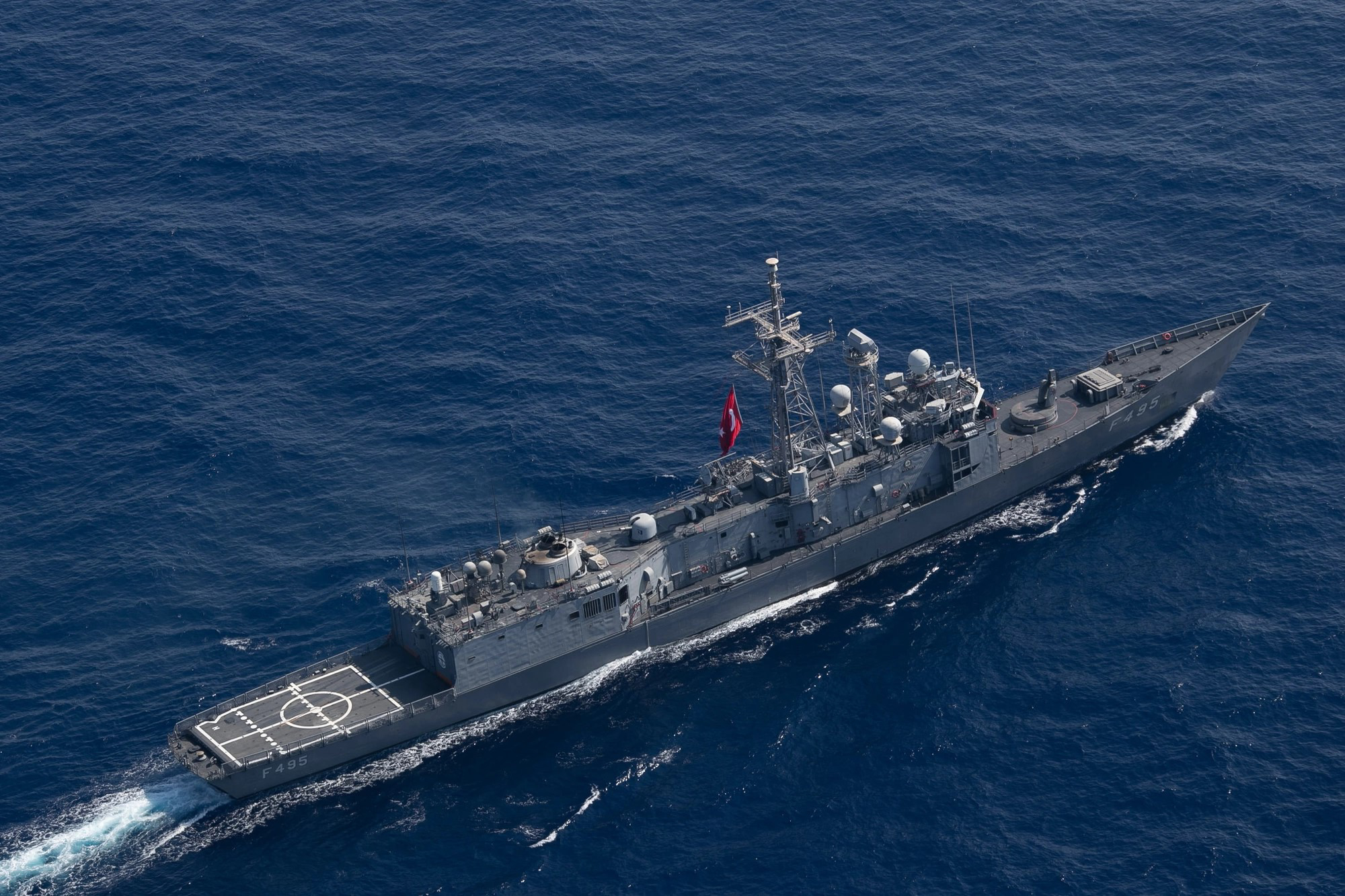
Modernizovaná turecká fregata třídy Gabya Goksu (F-497) v roce 2023

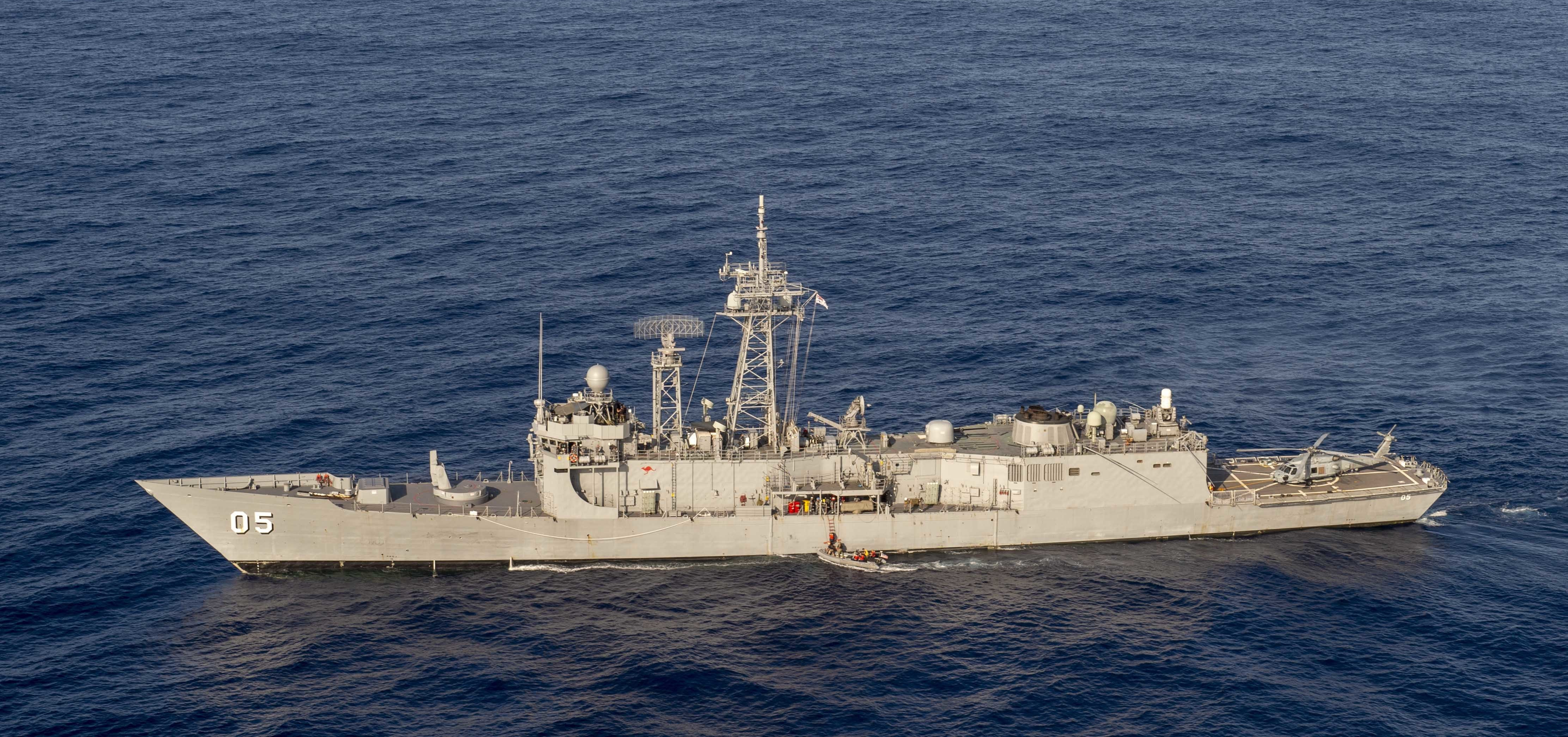
Modernizovaná australská fregata třídy Adelaide HMAS Melbourne (FFG-05) v roce 2019

- Australské královské námořnictvo – V letech 1980–1993 zařazeno šest fregat třídy Adelaide. Čtyři byly postaveny v USA a dvě v Austrálii.

 Bahrajn
- Bahrajnské královské námořnictvo – Roku 1996 získána vyřazená americká fregata Sabha (FFG-90, USS Jack Williams).

 Čínská republika
- Námořnictvo Čínské republiky –  V letech 1990–2004 postaveno osm jednotek třídy Čcheng-kung, které jsou upravenou verzí třídy Oliver Hazard Perry. Roku 2018 získány původně americké fregaty Ming-čchuan (PFG-1112, ex USS Taylor) a Feng-ťia (PFG-1115, ex USS Gary).

 Egypt
- Egyptské námořnictvo – Získalo celkem čtyři vyřazené americké fregaty: Sharm El-Sheik (901, ex USS Fahrion), Toushka (906, ex USS Lewis B. Puller), Alexandria (911, ex USS Copeland) a Taba (916, ex USS Gallery).

 Chile
- Chilské námořnictvo – Roku 2020 zařadilo původně australské fregaty Almirante Latorre (FFG 14, ex Melbourne, FFG 05) a Capitán Prat (FFG 11, ex Newcastle, FFG 06).

 Pákistán
- Pákistánské námořnictvo – Roku 2010 získána vyřazená americká fregata Alamgir (F260, ex USS McInerney).

 Polsko
- Polské námořnictvo – V letech 2000 a 2002 získány původně americké fregaty Gen. T. Kościuszko (273, ex USS Wadsworth) a Gen. K. Pułaski (272, ex USS Clark).

 Španělsko
- Španělské námořnictvo – V letech 1982–1994 španělská loděnice Bazán v licenci postavila šest jednotek třídy Santa María.

 Turecko
- Turecké námořnictvo – V letech 1997–2003 získalo osm původně amerických fregat, označených jako třída Gabya. Devátá fregata USS Duncan byla zakoupena na náhradní díly. Všechny prošly výraznou modernizací v rámci projektu GENESIS.[7]